# Ancistrorhynchus brevifolius
Ancistrorhynchus brevifolius är en orkidéart som beskrevs av Achille Eugène Finet. Ancistrorhynchus brevifolius ingår i släktet Ancistrorhynchus och familjen orkidéer.
Artens utbredningsområde är Kongo. Inga underarter finns listade i Catalogue of Life.